# بيني (مغنية)
بيني دانييلس أراشيرو (باليابانية: BENI) هي مغنية آر أند بي يابانية أمريكية ولدت في يوم 30 مارس 1986 في مقاطعة أوكيناوا في اليابان، بعد أن ولدت في اليابان إنتقلت إلى كاليفورنيا في الولايات المتحدة، وثم عادت إلى اليابان وإلى مدينة يوكوهاما، والدها من أصل أمريكي أوروبي وأمها يابانية، بدأت الغناء في 2004 وغنت أغنية Here Alone وهي تغني باللغة اليابانية واللغة الإنجليزية.

## روابط خارجية
- بيني على موقع IMDb (الإنجليزية)
- بيني على موقع ميوزك برينز (الإنجليزية)
- بيني على موقع ديسكوغز (الإنجليزية)
- بيني على موقع قاعدة بيانات الفيلم (الإنجليزية)